# 1932年ロサンゼルスオリンピックのドイツ選手団
1932年ロサンゼルスオリンピックのドイツ選手団（1932ねんロサンゼルスオリンピックのドイツせんしゅだん）は、1932年7月30日から8月14日にかけてアメリカ合衆国のロサンゼルスで開催された1932年ロサンゼルスオリンピックのドイツ選手団、およびその競技結果。

## 概要
今大会は金メダル3個、銀メダル12個、銅メダル5個の合計20個のメダルを獲得した。

## メダル
| メダル | 選手名                                                                                            | 競技 | 種目             |
| ------ | ------------------------------------------------------------------------------------------------- | ---- | ---------------- |
| 銀     | エレン・ブラウミュラー                                                                            | 陸上 | 女子やり投       |
| 銀     | ヘルムート・ケーニヒ フリードリヒ・ヘンドリクス エーリッヒ・ボルフマイヤー アルトゥール・ヨナート | 陸上 | 男子4×100mリレー |
| 銅     | アルトゥール・ヨナート                                                                            | 陸上 | 男子100m         |
| 銅     | ヴォルラート・エーベルレ                                                                          | 陸上 | 男子十種競技     |
| 銅     | ティリー・フライシャー                                                                            | 陸上 | 女子やり投       |